# أتسشي مياوتشي
أتسشي مياوتشي (宮内敦士 مياوتشي أتسشي) هو ممثل ياباني ولد في 8 يوليو 1969 في محافظة سايتاما.

## أدواره في الأنمي

### مسلسلات أنمي تلفزيونية
- كيكايشي - الراوي، ماساموري سوميمورا
- داركر ذان بلاك -المقاول الأسود- - ريتشارد لاو
- عدن الشرق - دايجو مونونوبي
- سنكو نو نايت رايد - كوزي
- GIANT KILLING - هانيدا
- حفيد نوراريهيون: عاصمة العفاريت - أكاغابّا
- أمير التنس الجديد - نيودو ميفوني
- كود:بريكر - أبيه

### أوفا أنمي
- البدلة المتنقلة جاندام UC - نورم باسلكوك

### أفلام أنمي
- عدن الشرق: الفيلم الأول: The King of Eden - دايجو مونونوبي
- عدن الشرق: الفيلم الثاني: Paradise Lost - دايجو مونونوبي

## أدواره في الدبلجة اليابانية
- ستار تريك (2009) - ليونارد ماكوي
- المتحولون: ثأر الهاوي - غراهام
- جون كارتر - جون كارتر
- الآن أنت تراني - ديلان رودز

## وصلات خارجية
- أتسشي مياوتشي على موقع IMDb (الإنجليزية)
- أتسشي مياوتشي على موقع قاعدة بيانات الفيلم (الإنجليزية)
- أتسشي مياوتشي على موقع ANN person (الإنجليزية)